# Grammazio Metallo
Grammazio Metallo (Bisaccia, 1540 circa – Roma?, dopo il 17 agosto 1615) è stato un compositore italiano.

## Biografia
Nacque a Bisaccia nel 1540, dato che nel testamento, redatto il 17 agosto 1615, dichiara di essere nativo di questa città e avere settantacinque anni. Figlio di Felice Metallo di Bisaccia, insegnò musica a Sant'Angelo dei Lombardi, Vallata e Bisaccia, oltre che a Napoli, dove impartì lezioni ad alcuni membri della famiglia Brancaccio. Tutto questo si ricava dall'interrogatorio che subì nel 1571, quando venne arrestato a Napoli dall'Inquisizione. Il 1º settembre 1577 firmò da Bisaccia la dedica del suo Secondo libro de canzoni a tre et a quattro voci… con una moresca (Napoli, M. Cancer, 1577) a Francesco Braida, figlio del «padrone della città di Bisaccia».
Dopo essere stato maestro di cappella a Treviso, si trasferì a San Vito al Tagliamento, dove per incarico della comunità ricoprì la stessa carica nella chiesa parrocchiale dal 23 aprile 1581 al maggio 1583.

Nel maggio 1582 presentò domanda per succedere al defunto Giorgio Mainerio come maestro di cappella del duomo di Aquileia (1582); nonostante avesse presentato alcune raccolte di musica date alle stampe («nonnullos libros musicales sub suo nomine impressos et editos»), gli fu preferito il mantovano Pandolfo Rappa. Nel 1594 Metallo era maestro di cappella del duomo di Bassano. In quest'occasione è menzionato nei documenti come "Prè Grammatico Metallo da Parma", forse perché risiedeva in questa città; il titolo che precede il nome fa pensare che fosse stato ordinato sacerdote.

Nel 1601-1602 decise di recarsi in Terrasanta, compiendo un lungo viaggio non privo di disavventure: il musicista fu infatti arrestato a Creta e processato per motivi che non conosciamo, subendo «travagli per l'ingiustitie et tirannie, fattemi da iniquo giudice»; scarcerato, si recò poi ad Alessandria d'Egitto, Damietta (29 settembre 1601), Gerusalemme (8 dicembre 1601), Nazareth, Betania, al Cairo (2 febbraio 1602) e a Creta.

Ritornato a Venezia nel 1602, divenne maestro di cappella della chiesa di S. Marcuola (Ss. Ermacora e Fortunato), mantenendo questa carica fino al 1610.
Il 17 agosto 1615, ormai anziano e malato, fece testamento a Roma, dove si era stabilito e morì probabilmente poco tempo dopo.
La sua opera di maggior successo fu la raccolta dei Ricercari a due voci per sonare et cantare, stampata per la prima volta nel 1591 e più volte ristampata anche dopo la morte dell'autore fino al 1685, che si affermò come l'opera didattica più diffusa in Italia per quasi tutto il XVII secolo.

## Opere
- Secondo libro de canzoni a tre et a quattro voci... con una moresca (1577)
- Ricercari a due voci per sonare et cantare (1591)
- Villanelle alla napolitana a tre voci, con una moresca (1592)
- Canzoni alla francese per sonare... libro quarto (1594; perduta)
- Messe comodissime a quattro voci pari, libro sesto (1602)
- Primo libro dei motetti a tre voci con una messa (1602)
- Magnificat a quattro et a cinque con le 4 antifone, hymno et un motetto con diversi canoni (1603)
- Motetti a sei voci con un Magnificat, messa e motetti a otto, libro secondo (1604)
- Messe a cinque voci con doi motetti... op. XVII (1610)
- Motetti a cinque voci con un Magnificat a dieci, op. XVIII (1610)
- Motetti, per tutte le solennità dell'anno divisi in doi parti a quattro voci con una Regina Coeli a otto voci. Prima parte, op. XIX (1610)
- Messa, motetti et un Magnificat a cinque voci con un altro Magnificat e motetti a sei et un circolo musicale, op. XXI (1611)
- Epistola, introiti, offertorii, passii, improperii, et messa a quattro per la settimana santa, op. XXIV (1613)
- Motetti, Magnificat et madrigali spirituali a tre voci, et nel fine doi motetti all’antica et moderna et licentiosi quali tutti si possono cantare a una, due, tre voci con il suo basso per l’organo, libro terzo, op. XXV (1613)
- 13 brani intavolati per tastiera tratti dalla perduta raccolta Canzoni alla francese per sonare (1594) e il mottetto in canone a tre voci Sanctus Dominus (cfr. New Grove Dictionary of Music and Musicians, Londra, 2001, vol. 16, p. 510)